# Kopter AW09
Kopter AW09 (dawniej Kopter SH09 i Marenco Swisshelicopter SKYe SH09) – szwajcarski śmigłowiec ogólnego przeznaczenia zaprojektowany i zbudowany w firmie Marenco Swisshelicopter. 21 kwietnia 2021 roku firma Leonardo zmieniła nazwę jednosilnikowego śmigłowca z SH09 na AW09.

## Historia
Szwajcarska firma swój projekt nowego śmigłowca ujawniła w 2011 roku. Jest to pierwsza maszyna tego typu zaprojektowana i zbudowana w Marenco Swisshelicopter. Dwa lata później, w 2013 roku odbył się uroczysty roll-out gotowego prototypu, oznaczonego jako P1, który do swojego pierwszego lotu wzbił się 2 października 2014 roku. Śmigłowiec wykonał pięć zawisów o łącznym czasie 20 minut. Według danych firmy uzyskano już pierwsze zamówienia pozwalające rozpocząć produkcję seryjną śmigłowca. Maszyna może wypełniać szeroki zakres zadań. 26 lutego 2016 roku dokonano oblotu drugiego egzemplarza prototypowego, oznaczonego jako P2, numer rejestracyjny HB-ZXB. W porównaniu do maszyny P1, maszyna ma zmodyfikowaną głowicę wirnika głównego oraz nowe łopaty wirnika nośnego. W trakcie budowy jest trzeci śmigłowiec prototypowy, który swoim standardem ma odpowiadać maszynom seryjnym. Na początku 2016 roku, producent poinformował o podpisaniu listów intencyjnych w sprawie zakupu 84 egzemplarzy śmigłowca. Pierwszym użytkownikiem ma zostać szwajcarska firma Air Zermatt. 1 lutego 2018 roku oficjalnie ogłoszono zmianę nazwy firmy, z dotychczasowej Marenco Swisshelicopter na Kopter, co tym samym pociągnęło za sobą modyfikacje nazwy śmigłowca.
W 2018 roku, z powodu problemów z odlewaną górną obudową przekładni głównej, doprowadziły do półrocznego opóźnienia w realizacji programu prób w locie
W kwietniu 2020 roku, Kopter został przejęty przez włoskiego producenta lotniczego Leonardo S.p.A., który został właścicielem 100% akcji firmy. Celem Leonardo było przejęcie rozpoczętego już projektu jednosilnikowego śmigłowca, co pozwoliło firmie uniknąć kosztów związanych z uruchomieniem od podstaw własnego programu. Już pod auspicjami włoskiego przedsiębiorstwa, cykl prób w locie rozpoczął trzeci prototyp śmigłowca P3. Maszyna została poważnie zmodyfikowana w porównaniu do swoich dwóch poprzedników. Zainstalowano nowy zestaw awioniki Garmin G3000H, nową przekładnię główną, nową głowicę wirnika głównego oraz wał wirnika głównego. Obok układu przeniesienia napędu, wydłużono statecznik pionowy, zmieniono kształt osłony silnika, zmodyfikowano wirnik ogonowy oraz usunięto dodatkowe powierzchnie ustateczniające śmigłowiec znajdujące się na stabilizatorze poziomym. Wprowadzone zmiany poprawiły sterowanie maszyną. Problemy z przekładnią główną doprowadziły do zawieszenia programu lotów, kontynuując jednak , nie chcąc opóźniać procesu certyfikacji maszyny, próby naziemne, między innymi próby odporności na oblodzenie, próby zmęczeniowe łopat wirników i próby odporności na zderzenia z ptakami. Problemem okazała się być niewłaściwa obróbka cieplna jednego z podzespołów przekładni, dostarczona przez nowego podwykonawcę. 11 marca 2025 roku, producent, po naprawie uszkodzenia, poinformował o wznowieniu programu lotów. Do marca 2025 roku, Leonardo posiadał portfel zamówień na 123 śmigłowce AW09.
16 marca 2023 roku oblatano czwarty prototyp, będący pierwszą maszyną z nową jednostką napędową, którą został silnik Safran Helicopter Engines Arriel 2K.

## Konstrukcja
Do budowy SH09 użyto głównie materiałów kompozytowych. Pierwsze trzy prototypy napędzane były pojedynczym silnikiem turbowałowym Honeywell HTS900-2 będącym rozwinięciem jednostki Lycoming LTS-101, od czwartego prototypu AW09 napędzane są silnikiem Safran Helicopter Engines Arriel 2K. Śmigłowiec posiada pięciołopatowy wirnik główny i otunelowany, wielołopatowy wirnik ogonowy. Kabina typu glass cockpit z bardzo bogatym oszkleniem zapewniającym bardzo dobrą widoczność. W zależności od kompozycji kabiny śmigłowiec może przewozić maksymalnie jednego pilota i siedmiu pasażerów.